# A Hatalom Gyűrűi
A Hatalom Gyűrűi varázshatalommal bíró ékszerek J. R. R. Tolkien angol író és filológus mitológiájában, amelyeket a történet szerint Sauron és az eregioni noldák kovácsoltak Arda másodkorában. Sauron, hogy uralja a gyűrűk tulajdonosainak gondolatait és ezzel egész Középföldét, egy saját gyűrűt is készített, az Egy Gyűrűt. Innen kapta Sauron a Gyűrűk Ura nevet, amivel Tolkien leghíresebb művének, a Gyűrűk Urának a címszereplője.

## Történetük

### Egy Gyűrű
Az Egy Gyűrű a többi után készült. Szauron kovácsolta az Orodruinban, a Végzet Hegyében, Mordorban. Különleges képessége, hogy Szauronon kívül mindenkit láthatatlanná változtat, aki viseli. Csak az Orodruinban lehet megsemmisíteni, megsemmisítése esetén Szauron hatalma elbukik. Hatalma segítségével Szauron megtörte Eregion hatalmát, és Lothlórienbe űzte Galadrielt, Elrondot pedig Völgyzugolyba kényszerítette. Hatalmának segítségével előidézte az Akallabêthet, Númenor bukását, de a Dagorladi Csatában Isildur levágta az ujjáról. Isildur azonban Círdan és Elrond tanácsával ellentétben nem semmisítette meg a Gyűrűt, hanem birtokba vette. Az észak felé vezető útján az őt üldöző orkok elől láthatatlanul az Anduinban menekült, majd elvesztette a Gyűrűt, és az orkok lenyilazták. 
Sok évvel ezután a sztúr Déagol találta meg a Gyűrűt. Társa, Szméagol azonban megölte érte. Családja kiközösítette, és a Ködhegység gyomrában élt ezután. 500 évvel később egy hobbit, Zsákos Bilbó találta meg, és hazavitte otthonába, a Megyébe. 111. születésnapján elutazott, és a Gyűrűt unokaöccsére, Zsákos Frodóra hagyta.
17 évvel később, a harmadkor utolsó évében Frodó Gandalf tanácsára elindult megsemmisíteni a Gyűrűt, az egyetlen helyre, ahol ez lehetséges, az Orodruinba, ahol kovácsolták, majd az ott Gollam leharapta az ujjáról, és azzal együtt beleesett a vulkánba. Ezzel Szauron hatalma végleg megsemmisült, az Egy Gyűrűvel együtt.

### Három Gyűrű
A Három Gyűrű az összes közül a legtisztább, mert Celebrimbor, Eregion ura egyedül kovácsolta őket, Sauron közvetlen segítsége nélkül. Ezek készültek el utoljára és nem használtak hozzá aranyat. De ezek is alá voltak rendelve az Egynek. Amikor Sauron fölvette az Egy Gyűrűt a hármak ezt észrevették és levették és elrejtették a saját gyűrűiket, és nem is használták azokat egészen az Egy Gyűrű elveszéséig. Így ezeket Sauron nem tudta visszaszerezni tőlük.
A harmadkor során mikor újra előkerültek ezeket a tündeurak használták gyógyításra és szép dolgok készítésére. Sauron bukása és az Egy Gyűrű megsemmisülése után hatalmuk véget ért, és viselőik magukkal vitték őket Valinorba.
- A Nagy Narya a Tűz Gyűrűje, amit Círdan, a hajóács kapott. Círdan az utolsóként Középföldére érkező istarnak, Gandalfnak adta.
- A Nenya a Víz Gyűrűje, amit Celebrimbor Galadrielnek, Lothlórien úrnőjének adott.
- A Vilya a Levegő Gyűrűje, amit Celebrimbor Gil-Galadnak küldött el, Lindon királyának. Ő halála előtt átadta Elrondnak, Völgyzugoly urának.

### Hét Gyűrű
A Hét Gyűrűt az eregioni noldák Szauron segítségével kovácsolták. Miután Celebrimbort foglyul ejtették, elmondta Szauronnak, hogy hol van a Hét Gyűrű. Szauron megszerezte őket, és szétosztotta a törp-királyok között. 
A Gyűrűket később Szauron visszaszerezte vagy a sárkányok tüze emésztette el. Az utolsót Szauron Dol Guldurban kínzással szerezte vissza II. Thráintól. 
Azok a Gyűrűk, amelyeket nem emésztettek el a sárkányok, Barad-dûr pusztulásával egyidőben olvadtak fel. 
Érdekességek:
- A törp-királyok Hét Kincsének alapja egy-egy gyűrű volt.
- A Durin nemzetségébe tartozó törpök azt állították, hogy azt a Gyűrűt, amelyiket Thráintól vett el Szauron, azt III. Durin, Khazad-dûmi király nem Szaurontól kapta, hanem a tünde-kovácsoktól.
- Ezek a gyűrűk a kilenccel ellentétben nem változtatták szolgákká a törpöket, csak kincsvágyat ébresztettek bennük.

### Kilenc Gyűrű
A Kilenc Gyűrűt az eregioni noldák Szauron segítségével készítették, és Szauron a Mírdain Házából lopta el őket, majd szétosztotta őket az emberek királyai között. Ők életük leteltével lidércekké váltak. Ők lettek a nazgûlok, a Gyűrűlidércek, Szauron legfélelmetesebb szolgái. Uruk lett Angmar királya és Minas Morgul ura.
A Gyűrűket Szauron őrizte Barad-dûrban, kivéve az Angmari Boszorkánykirályét. A Gyűrűk Barad-dûr pusztulásával egyidőben felolvadtak.
Érdekességek:
- Tolkien azt állítja, hogy a Kilenc Barad-dûrral együtt semmisült meg (Gyűrűk Ura), viszont azt is állítja, hogy a Boszorkányúr magánál tartotta a Gyűrűjét (A Gyűrű keresése). A Boszorkányúr viszont elesett Minas Tirith ostromában, így nem tudjuk, hogy az ő Gyűrűje mikor olvadt fel.

## Leírásuk

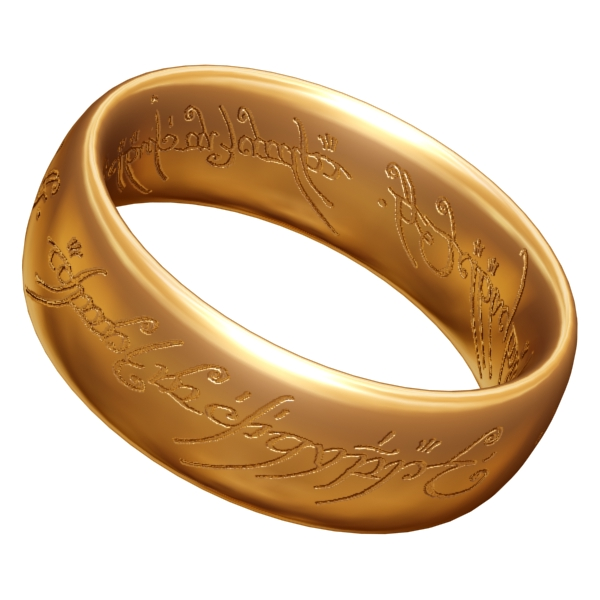
„Egy Gyűrű mind fölött...”

### Egy Gyűrű
Az Egy Gyűrű elsőre dísztelen aranykarikának tűnik, azonban tűzbe dobása esetén kirajzolódik tünde-rúnákkal mordori nyelven írt szövege:
Ash nazg durbatulûk, ash nazg gimbatul,
ash nazg thrakatulûk agh burzum-ishi krimpatul
(jelentése: Egy Gyűrű mind fölött, Egy Gyűrű kegyetlen, Egy a sötétbe zár, bilincs az Egyetlen)

### Három Gyűrű
A Három Gyűrű ezüstből készült, és drágaköveket foglaltak beléjük:
- A Nagy Naryába rubint,
- A Nenyába gyémántot, és
- A Vilyába zafírt.

### Hét Gyűrű
A Hét Gyűrű leírására nincsenek pontos információk J. R. R. Tolkien műveiben. Annyit tudunk, hogy aranygyűrűk voltak. 

### Kilenc Gyűrű
A Kilenc Gyűrűbe borostyánköveket foglaltak. A Boszorkányúr Gyűrűjének köve később vörössé változott. (Valószínűsíthető, hogy szintén aranyból készültek. (szerk.))